# 水谷健
水谷 健（みずたに たけし、1974年10月3日 - ）は、日本のスタントマン、殺陣師、アクション俳優、スーツアクター。

## 略歴・人物
1995年から2004年の間までにジャパンアクションクラブに所属しており、現在は舞刀ユニット暁に所属している。
趣味は読書・散歩・音楽鑑賞、特技はバスケットボール。

## 出演

### 特撮テレビドラマ
- スーパー戦隊シリーズ
  - 激走戦隊カーレンジャー（1996年 - 1997年）
  - 電磁戦隊メガレンジャー（1997年 - 1998年） - メガブルー（分身体）[3] 役
  - 星獣戦隊ギンガマン（1998年 - 1999年）
  - 救急戦隊ゴーゴーファイブ（1999年 - 2000年）
  - 未来戦隊タイムレンジャー（2000年 - 2001年）
  - 百獣戦隊ガオレンジャー（2001年 - 2002年）
  - 忍風戦隊ハリケンジャー（2002年 - 2003年） - 中忍[要出典] 役
  - 爆竜戦隊アバレンジャー（2003年 - 2004年） - ハエマツ[4]、ラッコピーマン[5]、キラーゴースト[5]、バーミア兵[6] 役
  - 特捜戦隊デカレンジャー（2004年 - 2005年）
- 超光戦士シャンゼリオン（1996年 - 1997年）
- メタルヒーローシリーズ
  - ビーロボカブタック（1997年 - 1998年） - ゲロタン[7] 役
  - テツワン探偵ロボタック（1998年 - 1999年） - モグラッキー[8] 役
- 仮面ライダーシリーズ
  - 仮面ライダークウガ（2000年 - 2001年）
  - 仮面ライダーアギト（2001年 - 2002年）
  - 仮面ライダー龍騎（2002年 - 2003年） - 仮面ライダーガイ[1]、仮面ライダーナイト（トリックベント）[9]、デッドリマー[10]、メタルゲラス[11]、ガルドサンダー[9]、ギガゼール（第24話）[9]、オメガゼール[9]、アビスラッシャー[12]、シアゴースト[13]、レイドラグーン[13] 役
  - 仮面ライダー555（2003年 - 2004年） - クレインオルフェノク[14]、ロブスターオルフェノク[15]、シーキュカンバーオルフェノク[16]、仮面ライダーカイザ[16]、ローズオルフェノク[16]、スパイダーオルフェノク[4]、フロッグオルフェノク[4]、スティングバグオルフェノク[4] 役
- トミカヒーロー レスキューファイアー（2009年 - 2010年）

### 映画
- 仮面ライダーシリーズ（東映）
  - 劇場版 仮面ライダーアギト PROJECT G4（2001年9月22日公開）
  - 劇場版 仮面ライダー龍騎 EPISODE FINAL（2002年8月17日公開） - シアゴースト[17] 役
  - 劇場版 仮面ライダー555 パラダイス・ロスト（2003年8月16日公開）
- スーパー戦隊シリーズ（東映）
  - 劇場版 百獣戦隊ガオレンジャー 火の山、吼える（2001年9月22日公開）
  - 忍風戦隊ハリケンジャー シュシュッとTHE MOVIE（2002年8月17日公開）

### ヒーローショー
- 後楽園ゆうえんち野外劇場 「戦隊ヒーローショー」多数出演